# Palaeoagraecia luteus
Palaeoagraecia luteus är en insektsart som först beskrevs av Matsumura, S. och Tokuichi Shiraki 1908.  Palaeoagraecia luteus ingår i släktet Palaeoagraecia och familjen vårtbitare. Inga underarter finns listade i Catalogue of Life.